# Anne de Montmorency
Anne de Montmorency, książę Montmorency (ur. 15 marca 1493 w Chantilly, zm. 12 listopada 1567 w Paryżu) – francuski żołnierz, urzędnik oraz dyplomata. Został marszałkiem i konetablem Francji.

## Młodość
Anne de Montmorency urodził się w Chantilly w regionie Pikardii. Wywodził się ze starego i szanowanego rodu Montmorency. Jego ojciec piastował wyższe stanowisko służebne na dworze króla Ludwika XII. Anne de Montmorency w młodości wychowywał się wspólnie z przyszłym królem Franciszkiem I Walezjuszem i blisko się z nim przyjaźnił. W roku 1512 walczył w bitwie pod Rawenną. W roku 1514 jego siostra Luiza poślubiła Gasparda I z Coligny. Jeden z ich synów został później admirałem floty francuskiej.

## Pod rządami Franciszka I
W roku 1515, gdy młody król wstąpił na tron, Montmorency uzyskał wpływowe stanowisko na jego dworze. Kiedy w tym samym roku król ponowił swoje roszczenia względem Mediolanu, Montmorency udał się razem z nim na wyprawę wojenną do Włoch. Wyróżnił się walecznością podczas bitwy pod Marignano.
W roku 1516 Montmorency został kapitanem Bastylii, a w roku 1516 otrzymał stanowisko zarządcy Novary w Piemoncie. W roku 1518 król angielski Henryk VIII pojmał go w charakterze zakładnika w zamian za dzierżawę przez króla francuskiego miasta Tournai w regionie Walonii (obecnie leży ono w granicach Belgii; w roku 1513 należące do Francji Tournai zostało zdobyte przez Henryka VIII, który zwrócił je poprzednim właścicielom dopiero w roku 1519). W maju 1519 Montmorency wrócił do Francji, by wziąć udział w krótkiej i bezowocnej konferencji pokojowej pomiędzy Francją a Świętym Cesarstwem Rzymskim. W roku 1520 uczestniczył w spotkaniu pomiędzy francuskim a angielskim monarchą na tzw. Polu Złotego Sukna (Field of the Golden Cloth), leżącym pomiędzy miejscowościami Guînes i Ardres w pobliżu francuskiego portu Calais. Później, gdy stosunki pomiędzy Anglią i Francją uległy ponownemu zaostrzeniu, Montmorency odegrał ważną rolę w negocjacjach dyplomatycznych.
W roku 1521, Anne de Montmorency był jednym z dowódców obrony miasta Mézieres przed armią niemiecką. W tym samym roku dowodził szwajcarskimi oddziałami we Włoszech. Wojska Montmorency'ego zostały rozbite w trakcie bitwy pod Bicoccą (27 kwietnia 1522). Jednak w uznaniu jego odwagi, król uhonorował go tytułem marszałka Francji.
W ciągu trzech kolejnych lat Montmorency bronił północnej Francji przed najazdem Anglików, który rozpoczął się w roku 1523. Już wcześniej Anglia sprzymierzyła się ze Świętym Cesarstwem Rzymskim. W roku 1524 Montmorency wziął udział w kampanii Franciszka I, której celem było odbicie Mediolanu. W dniu 24 lutego 1525 sprzymierzone wojska włoskie, hiszpańskie oraz niemieckie pokonały Francuzów pod Pawią i wzięły za jeńców zarówno marszałka Montmorency, jak i jego króla. Obu zakładników przewieziono do Hiszpanii, jednak Montmorency został wkrótce zwolniony z więzienia. W roku 1526 reprezentował stronę francuską w czasie rokowań, które doprowadziły do podpisania traktatu w Madrycie. Później towarzyszył królowi Franciszkowi w drodze powrotnej do Paryża, gdy został on zwolniony z niewoli w zamian za dwóch jego najstarszych synów. W roku 1530 Montmorency sprowadził potomków króla do Francji.
23 marca 1526 Montmorency uzyskał tytuł Wielkiego Mistrza Francji, który zobowiązywał go do opieki nad dworem królewskim oraz nad prywatną służbą władcy. W roku 1527 Montmorency poślubił Magdalenę, córkę René Sabaudzkiego. Wspierał króla w dążeniach do zawiązania sojuszu przeciwko cesarzowi Karolowi V Habsburgowi. Razem z kardynałem Wolseyem mediował w roku 1527 na rzecz utworzenia koalicji pomiędzy Franciszkiem I a Henrykiem VIII. Alians doprowadził do nowej wojny z cesarstwem Habsburgów, którą zakończył pokój w Cambrai w roku 1529.
W roku 1536 Franciszek, pomimo przestróg Montmorency'ego, zaatakował Sabaudię. Chciał w ten sposób dać upust swoim roszczeniom do terytorium księstwa, a także wywrzeć presję na Karola V, by zwrócił Mediolan Francji. W odwecie Karol V wysłał swoje wojska do Prowansji. W zaistniałej sytuacji Franciszek I powierzył Montmorency’emu, zwolnionemu z nadzorowania dworu, stanowisko zarządcy Langwedocji oraz funkcję dowódcy armii w południowo-wschodniej Francji. Prowadził on obronę Prowansji, stosując taktykę spalonej ziemi. Montmorency ewakuował miasto Aix-en-Provence i skupił swoje oddziały w pobliżu Awinionu. Przed jesienią 1536 Karol V wycofał swoje wojska do Genui i zrezygnował z oblężenia Marsylii.
Montmorency dołączył do oddziałów królewskich w Pikardii. Po zakończeniu kampanii w Niderlandach wspierał oddziały walczące pod Turynem. W roku 1537, podczas inwazji na region Artois w Niderlandach, Montmorency dowodził wojskami francuskimi. Zanim podpisano dziesięcioletnie zawieszenie broni, udało mu się zdobyć liczne miasta w tym regionie. W dniu 10 lutego 1538 król wyróżnił go tytułem konetabla Francji.
Później, Montmorency opowiadał się za porozumieniem pokojowym z Cesarstwem Niemieckim, pomimo przeciwstawnego nastawienia dworu królewskiego. Wznowił rokowania z cesarzem Karolem V i namówił papieża Pawła III do zawarcia ugody. W lipcu 1538 udało mu się zaaranżować spotkanie dwóch monarchów. Na mocy umowy, w której zawarciu pośredniczył, Karol V zobligowany był oddać tron w Mediolanie jednemu z synów króla Franciszka I. Jednak cesarz powierzył to księstwo swemu synowi, Filipowi.
Próba porozumienia pomiędzy Francją a Cesarstwem Niemieckim zakończyła się fiaskiem, wobec czego Montmorency stracił zaufanie i przychylność króla. Franciszek I związał się natomiast z jego przeciwnikami: kardynałem Tournon, Claude’em d’Annebaultem oraz Anną de Pisseleu d’Heilly, księżną Etampes. Montmorency opuścił dwór królewski w czerwcu 1541 Utracił również posadę zarządcy Langwedocji oraz wszystkie swoje urzędy. Nadal jednak prowadził korespondencję z księciem Henrykiem, synem króla.

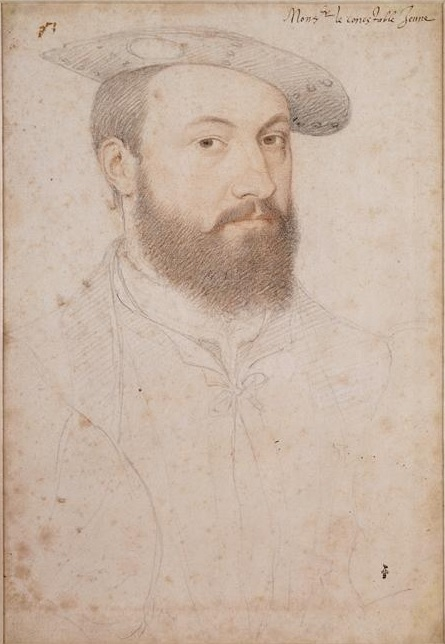
Anne de Montmorency

## Pod rządami Henryka II
Montmorency powrócił do życia publicznego dopiero po intronizacji Henryka II w marcu 1547 r. Nowy król zwrócił mu wszystkie jego tytuły i pozbył się ze swojego otoczenia księżnej Etampes oraz grona jej zwolenników. W roku 1548, Montmorency stłumił powstania w prowincjach południowo-zachodnich, a przede wszystkim - w Bordeaux. W latach 1549–50 Montmorency prowadził kampanię w Boulonnais, po czym 24 marca 1550 r. przyjął kapitulację tego regionu. Król nagrodził go tytułami księcia oraz para. W roku 1551 jego baronostwo awansowało do statusu księstwa. Wkrótce potem jego armie, walczące na północnym wschodzie Francji, opanowały Metz, Toul i Verdun.

## Pod berłem Franciszka II
Próba odsieczy pod Saint-Quentin w dniu 10 sierpnia 1557 r. dokonana przez Montmorency'ego, zakończyła się jego klęską i dostaniem się do niewoli księcia sabaudzkiego Emanuela Filiberta, sprzymierzonego z cesarstwem Habsburgów. Odzyskał wolność dopiero w październiku 1558 r. po podpisaniu pokoju w Cateau-Cambrésis.
W czasie gdy Montmorency przebywał w niewoli, jego miejsce u boku króla Franciszka II zajęli członkowie rodu Gwizjuszy. Montmorency musiał zrzec się tytułu Wielkiego Mistrza na rzecz księcia Guise. Jednak jego syn, w ramach rekompensaty, został mianowany marszałkiem. Montmorency wycofał się z polityki do swoich posiadłości.

## Francuskie wojny religijne
Po przejęciu władzy przez Karola IX Walezjusza w roku 1560, Montmorency powrócił do swoich dawnych obowiązków na dworze królewskim. Jednak, gdy protestancki ród Burbonów zaczął wywierać wpływ na młodego władcę, Montmorency jako katolik wycofał się z otoczenia monarchy. W kwietniu 1561 r. wspólnie z księciem Guise, Franciszkiem - swoim dawnym wrogiem, oraz z Jacques'em d’Albon – marszałkiem Saint-André, Montmorency zawiązał triumwirat ku obronie katolicyzmu.
Montmorency wsławił się swoim udziałem w wojnie z roku 1562. Gdy dowodzona przez niego konnica została rozgromiona w bitwie pod Dreux, dostał się on do niewoli przywódcy hugenotów, Ludwika I Burbon-Condé. Żołnierze Montmorency'ego ostatecznie zwyciężyli batalię. Jak się później okazało, była to jedna z najkrwawszych bitew w całym XVI wieku. Montmorency uczestniczył później w rokowaniach pokojowych, których uwieńczeniem był traktat w Amboise (19 marca 1563 r.)
W roku 1567 hugenoci szantażowali króla, by zgodził się na renegocjację warunków traktatu. W dniu 10 listopada 1567 r. Montmorency poprowadził do walki przeciw nim armię królewską. Podczas zwycięskiej dla katolików bitwy pod Saint-Denis, odniósł śmiertelną ranę. Zmarł dwa dni później w Paryżu.

## Potomstwo
Anne de Montmorency był żonaty z Magdaleną Sabaudzką (1510–1586?), córką René Sabaudzkiego i Anny Lascaris, miał dwanaścioro dzieci:
- Franciszka (1530-1579), który odziedziczył po ojcu tytuł księcia Montmorency
- Henryka (1534-1614), który został księciem Montmorency po śmierci starszego brata
- Karola (1537-1612), księcia Damville i para Francji
- Gabriela, barona Montbéron
- Wilhelma (zm. 1593), pana Thoré
- Eléonorę (zm. 1557), żonę Franciszka III de La Tour d’Auvergne
- Joannę (1528-1596), żonę Ludwika III de La Trémoille
- Katarzynę, żonę Gilberta III de Lévis
- Marię, żonę Henryka de Foix
- Annę, przełożoną w klasztorze la Trinité de Caen
- Ludwikę
- Magdalenę (zm. 1598), przełożoną w Caen (po śmierci siostry)